# TWS (Fernsehsender)

Das Logo des Senders

TWS (russisch ТВС) war ein russischer Fernsehsender, der vom 1. Juni 2002 bis zum 22. Juni 2003 ausgestrahlt wurde.
An der Trägergesellschaft von TWS waren führende russische Unternehmer beteiligt, unter ihnen Anatoli Tschubais, Oleg Deripaska, Roman Abramowitsch, Igor Linschiz und Alexander Mamut. 10 % der Aktien des Senders hielten die redaktionellen Mitarbeiter. Chefredakteur war der bekannte Fernsehjournalist Jewgeni Kisseljow.
Die Gründung von TWS resultierte aus der Übernahme des Fernsehsenders NTW durch den regierungsnahen Gazprom-Konzern und die darauffolgende Schließung des Senders TW-6. Viele der Journalisten des bis dahin als kritisch geltenden Senders NTW wechselten nach dessen Einvernahme durch Gazprom zu TW-6. Als in der Folge dieser Fernsehsender auf Betreiben eines seiner Aktionäre liquidiert wurde, bewarb sich das Journalistenkollegium um die freigewordenen Sendefrequenzen. Sie erhielten den Zuschlag und am 1. Juni 2002 ging TWS auf Sendung. Anfang 2003 geriet der neue Sender in materielle Schwierigkeiten und am 22. Juli 2003 auf Weisung des russischen Presseministeriums sein Betrieb eingestellt. Auf den Frequenzen von TWS sendet heute das Programm Rossija 2.
Kritische Beobachter sahen in TWS den letzten unabhängigen russischen Fernsehsender, der im ganzen Land zu empfangen war. Von diesem Standpunkt aus gesehen steht TWS am Ende einer von der Staatsmacht unter Präsident Wladimir Putin entfesselten Kampagne gegen die politische Unabhängigkeit der privaten Fernsehsender der Russischen Föderation. 